# Бела спрутка
Бела спрутка (лат. Calidris alba) је птица селица из реда шљукарица. Назив рода Calidris потиче од старогрчке речи kalidris или skalidris, која се у време Аристотела употребљавала за сиву птицу која се среће у близини воде. Реч alba потиче из латинског језика и означава белу боју.

## Опис
Дужина тела од врха репа до врха кљуна је 18-20 центиметара, а распон крила је 35-39 центиметара. Маса птице је од 40 до 110 грама. Величине је црнотрбе спрутке, али је нешто здепастија. По обојености се може помешати са осталим мањим спруткама, али се од њих разликује по затупљеном, дебљем кљуну. На крилима има црно оивичену, широку белу пругу која се јасно види док лети. Све спрутке имају четири прста на стопалу, три су окренута напред, а четврти је закржљао и окренут је уназад. Бела спрутка нема четврти закржљали прст. Горњи део тела је бледосив, стомак и груди су беле, а кљун и ноге су црни. У зимском периоду је упадљиво светла у односу на остале спрутке. Током пролећа, на глави, леђима и крилима се појављују, смеђи и риђи тонови који су током лета још израженији. Млада јединка је прошарана крупним, црним тачкама на белој основи и нема бело латинично слово V на леђима као младунац мале спрутке.

## Распрострањење и станиште
Широко распрострањена врста. Гнезди се на острвима Канадског Арктичког архипелага, на Гренланду и архипелагу Свалбард и на острвима руског Арктика. Зимује на обалама свих континената изузев Антарктика.
Насељава неполодне, стеновите пределе арктичке тундре. Место за своје гнездо тражи на оцедним гребенима, благим падинама и висоравнима са оскудном вегетацијом (биљке из родова Dryas, Salix и Saxifraga) испод 200 метара надморске висине. На сеоби се може појавити на слатководним стаништима унутар копна, али је много чешћа на пешчаним и шљунковитим плажама мора, на рубовима естуара и на коралним гребенима.

## Биологија
Пошто живи у суровим условима, није пробирљива што се тиче исхране. У периоду репродукције се храни развојним облицима инсеката, углавном из редова ,  и , али и пауцима и рачићима. Недостатак инсеката употпуниће маховином, алгама, пупољцима и семењем биљака. Осим инсеката, храна током зиме су јој многочекињасти црви, мекушци, ситна риба и стрвина. Гнездећи период траје од почетка јуна до средине јула. Обично су у појединачним паровима, али постоје случајеви да се једна женка пари са више мужјака (полиандрија). Четири јајета полаже у плитко удубљење на оголелој земљи, стени или благој падини. Оба родитеља на њима леже од 24 до 32 дана. Убрзо након излегања, младунци сами крећу у потрагу за храном, а већ након 17 дана могу и да лете. Са гнездећих територија одлази у периоду од средине јула до почетка септембра. Мигрира на велике дистанце у малим јатима, најчешће пратећи обале мора. На местима где се одмара и припрема за наставак сеобе, али и на зимовалиштима формира велика јата. Орнитолози процењују да европска популација броји између 25 100 и 50 100 гнездећих парова.

## Угроженост
С обзиром да се храни на плажама, често бива узнемиравана од стране туриста и паса. Загађеност и уклањање седимента и фауне бентоса са обала Жутог мора, отежава потрагу за храном њој, али и осталим уморним птицама селицама из породице Scolopacidae. Склона је птичјем грипу, па је веће епизоотије могу угрозити.

## Бела спрутка у Србији
Подаци о овој птици пре 1950. године су малобројни и оскудни. У Банату на Сланом Копову је забележена 1964. Од тада, па до данас је бележена на сеоби у малом броју, углавном у Бачкој и Банату. Врло ретко је посматрана јужно од Саве и Дунава. Један од налаза је са рибњака Докмир у близини Ваљева када су 01.04.2001. посматрана три примерка ове птице. У другој половини 20. и почетком 21. века је бележена редовно и у различитом броју. Највећа јата су бројала до 150 примерака, а обично се виђа у мањим групама. Појављује се у приобаљу различитих плитких водених станишта природног или вештачког порекла. У зимском периоду није регистрована.

## Галерија
- Обојеност перја у периоду размножавања
- Зимско рухо
- Потрага за храном
- Добар улов
- Беле спрутке у лету
- Јато
- Беле спрутке беже од таласа